# Reckless Romance
Reckless Romance er en amerikansk stumfilm fra 1924 instrueret af Scott Sidney.

## Medvirkende
- T. Roy Barnes som Jerry Warner
- Harry Myers som Christopher Skinner
- Wanda Hawley som Beatrice Skinner
- Sylvia Breamer som Edith Somers
- Tully Marshall som Somers
- Jack Duffy
- Lincoln Plumer som Bellamy
- Morgan Wallace som Harold Shrewsbury
- George B. French som Lyman Webster